# Absalón Castellanos Domínguez
Absalón Castellanos Domínguez (Comitán de Domínguez, Chiapas, 2 de octubre de 1923-Ciudad de México, 10 de marzo de 2017) fue un político y militar mexicano miembro del Partido Revolucionario Institucional y gobernador de Chiapas para el periodo 1982 a 1988.

## Carrera militar
Egresó del Heroico Colegio Militar en junio de 1942. Fue comandante del cuerpo de cadetes, del Primer Grupo Mixto de Armas de Apoyo del Cuerpo de Guardias Presidenciales cuando fue mayor y teniente coronel, y luego de la guarnición de Manzanillo, Colima.
Dirigió la Escuela militar de Clases "Mariano Escobedo", comandante de la 18a. Zona Militar, de la 2a. Zona de Infantería y del Campo Militar n.º 1, director del Heroico Colegio Militar, inspector general del ejército y comandante de la 31a. y de la 13a. Zona Militar.

## Aprehensión y liberación por el EZLN
Durante el levantamiento zapatista, fue tomado como prisionero por el EZLN, al ser tomada su finca "El Momón" en Las Margaritas por un grupo de zapatistas el 1 de enero de 1994. Calificado como prisionero de guerra por los rebeldes, fue liberado luego de un juicio popular encabezado por un tribunal militar de los zapatistas, pero condenado a vivir "hasta el último de sus días con la pena y la vergüenza de haber recibido el perdón y la bondad de aquellos a quienes tanto tiempo humilló, secuestró, despojó, robó y asesinó", según la resolución sumaria del EZLN.
Falleció en la Ciudad de México el 10 de marzo del 2017.